# Hydrangea hypoglauca
Hydrangea hypoglauca är en hortensiaväxtart som beskrevs av Alfred Rehder. Hydrangea hypoglauca ingår i släktet hortensior, och familjen hortensiaväxter. Inga underarter finns listade i Catalogue of Life.